# 37848 Michelmeunier
37848 Michelmeunier è un asteroide della fascia principale. Scoperto nel 1998, presenta un'orbita caratterizzata da un semiasse maggiore pari a 2,6819173 au e da un'eccentricità di 0,1337208, inclinata di 12,97197° rispetto all'eclittica.